# Manel Alonso i Català
Manel Alonso i Català (Puçol, 22 d'agost de 1962) és un escriptor, editor i periodista valencià.
Ha participat en la fundació de les revistes L'Aljamia, XIII Premi dels Escriptors a la Difusió, i Lletres Valencianes, així com de Brosquil Edicions, i ha dirigit diverses editorials com ara Germania Serveis Gràfics, 7 i Mig i Neopàtria. Ha col·laborat a diverses publicacions, on destaquen Saó , El Temps , Levante, Caràcters, L'Illa, Camacuc i L'Aiguadolç. 
És autor de diversos llibres de poesia, infantils, dietaris i novel·les així com reculls de contes i d'articles. Diversos dels seus poemes han estat musicats per Miquel Gil, Carles Pastor o Tomàs de los Santos entre d'altres. Part de la seua obra està traduïda al castellà, italià i al basc. És membre de Deu de la ploma. Cooperativa de Lletres i de l'Associació d'Escriptors en Llengua Catalana.

## Obra[3]

### Poesia
- A tu, del viatger estrany. Pròleg de Vicent Ferrer. Edició d'autor, 1986; Quaderns de Rafalell. Pròleg de Vicent Penya. L'Aljamia 1996.[1]
- Amb els plànols del record. Alzira: Germania Serveis Gràfics, 1994.
- Oblits, mentides i homenatges. Pròleg de Francesc Viadel. Alzira: 7 i mig editorial de poesia, 1998.
- Un gest de la memòria. Pròleg d'Ernest Farrrés. València: Edicions de la Vorera, 1999.
- Com una òliba.Pròleg de Pasqual Mas. Alacant: Editorial Aguaclara, 2002.
- Les hores rehabilitades (Antologia 1986-2002). Pròleg de Josep Vicent Frechina. València: Brosquil Edicions, 2002.[1]
- Correspondència de guerra. Pròleg de Josep Antoni Fluixà. Alacant. Editorial Aguaclara, 2009.
- Si em parles del desig. Pròleg de Josep Manuel Sanabdon. Benicarló. Onada edicions, 2010.
- Quadern dels torsimanys/Cuaderno de los trujimanes. Alzira. Editorial Germania, 2012. ISBN 978-84-92587-99-5
- Quadern per a Joan. Alzira. Editorial Neopàtria, 2019
- Quadern per al meu fill Arnau. Alzira. Editorial Neopàtria. 2022.
- Quadern de l'horabaixa. Alzira. Editorial Neopàtria, 2022.

### Novel·la
- La maledicció del silenci. València: Camacuc, 1992; València: Brosquil edicions, 2007.
- Escola d'estiu. Alzira: Germania Serveis Gràfics, 1994.
- En el mar de les Antilles. Barcelona: Oikos-Tau, 1998; València: Brosquil edicions, 2006.
- Entre les urpes del gat. València: Edicions Tres i Quatre, 2018.
- Fusta de Carrasca. Picassent: Edicions del Bullent, 2022.

### Narrativa breu
- Espècies en perill d'extinció. Balaguer: La impremta arts gràfiques, 1998.
- El carrer dels Bonsais. Pròleg d'Arantxa Bea. Catarroja: Publicacions de l'Ajuntament de Catarroja, 2000. ISBN 84-86787-73-4
- Els somriures de la pena. Pròleg de Germán Vigo. Benicarló: Onada edicions, 2011. ISBN 978-84-96623-98-9
- L'ombra del bou. Pròleg de Josep Vicent Frechina. Alzira: Editorial Neopàtria, 2016. ISBN 978-84-16391-82-0

### Prosa de no ficció
- Estiu 1987. Dietari. Rafelbunyol: Llibres de L'Aljamia, 2005.
- El temps no vol quedar penjat. Dietari dels primers noranta. Rafelbunyol: Llibres de L'Aljamia, 2008.
- A mala hora gos no lladra. Dietari de l'1 de gener fins a l'1 d'agost del 2001. Rafelbunyol: Llibres de L'Aljamia, 2010.
- Cròniques des de l'Infern. Benicarló: Onada edicions, 2013. ISBN 978- 84-15221-92-0
- Les petjades de l'home invisible. Quorum llibres, 2017.
- Puçol en la memòria. Puçol: Publicacions de l'Ajuntament de Puçol, 2015.
- Quadern de Ca Perla. Alzira: Editorial Neopàtria.2020.
- Un pensament oblidat entre els fulls d'un quadern: Editorial Neopàtria, 2022.